# Constances (cohorte)
Pour les articles homonymes, voir Constance.
Constances (ou étude Constances) est une cohorte épidémiologique française destinée à fournir des informations descriptives et étiologiques sur la santé publique et l'épidémiologie. La cohorte a recruté et suit le devenir de 200 000 adultes vivant en France. Elle est pilotée par l'Institut national de la santé et de la recherche médicale et la Caisse nationale de l'assurance maladie,.

## Origine du nom
Le nom Constances vient de « CONSulTANts des Centres d'Examens de Santé ».

## Historique
L'étude Constances a été lancée en 2009 avec une phase pilote portant sur 4 000 personnes. Le nombre de 100 000 volontaires a été atteint en 2016.
Cette année là, une analyse des données de la cohorte Constances a permis de montrer que plus d'un français sur deux de plus de 30 ans souffre de surpoids.
Un questionnaire spécifique a été adressé à 70 000 volontaires en avril 2020 concernant les effets de la crise sanitaire du Covid-19.
En 2022 l'effectif de la cohorte est de 220 000 volontaires, et vise la représentativité de la population adulte en France. 13 nouveaux projets de recherche ont été déposés, dont 12 acceptés, ce qui porte le nombre de projets de recherche actifs à 93 sur un total de 137 projets acceptés depuis le lancement de la cohorte.